# Francesc Blasi i Vallespinosa
Francesc Blasi i Vallespinosa (Valls, Alt Camp, 23 de gener de 1875 - Barcelona, 1 d'abril de 1949) va ser un industrial, mecenes, fotògraf, escriptor, filantrop, historiador i publicista català.
Procedent d'una família benestant, el 1914 s'associà amb Joan Pallàs en un pròsper negoci tèxtil, "Blasi y Pallas, S.A.", que cresqué i s'enfortí amb els anys, i que li va permetre de dedicar-se al mecenatge, la beneficència i les activitats culturals. Viatjà extensament per diversos països del Pròxim Orient, els Estats Units i l'URSS, i fruit d'aquests viatges van sorgir algunes de les obres. El seu interès principal, però, va anar encaminat cap a l'excursionisme, amb una especial dedicació a la fotografia. Així, fou soci protector del Centre Excursionista de Catalunya (CEC) i va presidir la secció de fotografia del 1927 al 1933 i del 1940 al 1949. El 1931 també va impulsar la subsecció de cinema amateur, que va dirigir fins al 1933, i des del 1932 presidí la secció d'arqueologia. També va dedicar part de les seves energies a la literatura, arribant a publicar diverses obres de divulgació sobre les terres catalanes. El darrer any de la seva vida va fer donació del seu valuós fons fotogràfic, constituït per més de 17.000 imatges en diversos formats, al CEC, i també, en el seu testament, va constituir la "Fundació Francesc Blasi i Vallespinosa", que cada dos anys, des del 1953, convoca, a través de l'Institut d'Estudis Catalans, un premi per a una monografia geogràfica sobre els Països Catalans. Aquesta fundació el 1981 es va traslladar a Valls, on el 1984 es fusionà amb les fundacions vallenques Rodón-Giró i Guasch-Coranty en la Fundació Ciutat de Valls, dedicada a la cultura. A Valls va centrar també la seva activitat filantròpica a través d'institucions benèfiques i religioses, i també fou mecenes de diverses activitats culturals desenvolupades a aquesta ciutat, on va dixar la seva empremta com a membre de la junta d'Obra de l'Arxiprestat de Sant Joan, membre del Patronat dels Xiquets de Valls i com a vocal d'honor de la Casa Caritat de Valls.

## Reconeixements
El maig del 1969 un carrer de Valls va rebre el seu nom en reconeixement de la seva trajectòria, com a fill il·lustre del municipi.

## Publicacions
- Impressions d'un viatge a Terra Santa (1926)
- Del país de les coses grans (1927)
- Guia de Poblet i Santes Creus (1928)
- Viatge a Rússia passant per Escandinàvia (1929).
- Santuaris Marians de la diòcesi de Tarragona (1933)
- Els castells dels Xiquets de Valls (1934) m